# غرير نتن بالاواني
الغرير النتن البالاواني (الاسم العلمي: Mydaus marche)، نوع من جنس الغرير النتن وينتمي إلى فصيلة الظربان. موطنه جزيرة بالاوان في الفلبين.